# Maryse Delort
Maryse Delort (Forbach, ...) è una modella francese, vincitrice del titolo di Miss Parigi 1949 e Miss Francia 1950.
L'elezione si è tenuta presso Prado Beach a Marsiglia, durante le prime ore del nuovo anno, al termine dei festeggiamenti per il Capodanno, che si erano tenuti presso l'Hotel de la Plage. La giuria, presieduta da Jean Benetti, doveva scegliere la nuova Miss Francia fra dodici concorrenti.